# Mitsamiouli
Mitsamiouli is een plaats in het noordwesten van het eiland Grande Comore, een van de eilanden van de Comoren. De plaats heeft 6.102 inwoners. De wegen RN1 en RR122 komen door de plaats heen.
In de plaats staat ook het Said Mohamed Cheikh Stadion, de plaatselijke voetbalclub Coin Nord speelt hier zijn thuiswedstrijden.

## Geboren in Mitsamiouli
- Djoueria Abdallah, Comorees politicus